# Unwritten (single)
Unwritten is een single van Natasha Bedingfield. Het is afkomstig van haar album Unwritten. In het Verenigd Koninkrijk kwam de single uit aan het eind van 2004, terwijl het in de Verenigde Staten pas in 2006 een grote hit werd. Ondertussen verscheen een maxisingle. De bekendheid werd groter toen begin 2006 het lied werd gekozen als muziek bij de MTV-serie The Hills. Bekendheid werd verder nog vergroot doordat BedingfieldUnwritten zong tijdens Concert for Diana.
Verdere royalty's kwamen binnen via een uitvoering tijdens Degrassi: The Next Generation. Ze was tevens te horen tijdens Ice Princess, The Da Vinci Code, Because I Said So en The Sisterhood of Traveling Pants. Verdere inkomsten werden gegenereerd uit reclames van Pantene en opname in videospelletjes, bijvoorbeeld Thrillville: Off the Rails.

## Hitsucces
Unwritten werd een bescheiden wereldhit. In de Verenigde Staten stond de single 38 weken genoteerd in de Billboard Hot 100, maar kwam “maar” tot de zesde plaats. In Bedingfields thuisland het Verenigd Koninkrijk stond de single twaalf weken genoteerd, eveneens met hoogste plaats de zesde in de UK Singles Chart.
In Nederland werd de single op vrijdag 7 januari 2005 verkozen tot de 1811e Alarmschijf van de week op Radio 538 en werd ook veel gedraaid op 3FM, werd een radiohit en bereikte de vijfde positie in de Nederlandse Top 40 en de achtste positie in de Mega Top 50.
In België bereikte de single de tiende positie in de Vlaamse Radio 2 Top 30 en de 22e positie in de Vlaamse Ultratop 50.

### Hitnoteringen

#### Nederlandse Top 40
| Positie: | 17 | 10 | 5 | 5 | 8 | 8 | 9 | 12 | 14 | 15 | 17 | 20 | 32 | uit |

#### Mega Top 50
| Positie: | 44 | 9 | 9 | 13 | 8 | 17 | 18 | 31 | 41 | 37 | 54 | 54 | 55 | 62 | 72 | 75 | 78 | uit |

#### Vlaamse Radio 2 Top 30
| Positie: | 16 | 10 | 10 | 12 | 16 | 19 | 21 | 22 | 26 | 25 | 29 | uit |

#### Vlaamse Ultratop 50
| Positie: | 31 | 23 | 22 | 26 | 32 | 42 | 43 | 44 | 47 | 46 | uit |

#### NPO Radio 2 Top 2000
| Nummer met noteringen in de NPO Radio 2 Top 2000 | '11  | '12-'17 | '18  | '19  | '20  | '21  | '22  | '23  | '24 |
| ------------------------------------------------ | ---- | ------- | ---- | ---- | ---- | ---- | ---- | ---- | --- |
| Unwritten                                        | 1972 | -       | 1302 | 1460 | 1543 | 1550 | 1404 | 1364 | 637 |

1. ↑  Een '-' betekent dat het nummer niet was genoteerd en een vetgedrukt getal geeft de hoogste notering aan.
2. ↑  2011 was het eerste jaar met een notering voor dit nummer.